# 塞缪尔·弗里德里克·格雷
塞缪尔·弗里德里克·格雷（英語：Samuel Frederick Gray，1766年12月10日—1828年4月12日），英国植物学家、真菌学家和药理学家。 他是动物学家约翰·爱德华·格雷和乔治·罗伯特·格雷的父亲。

## 背景
他是伦敦一名种子商塞缪尔·格雷的儿子。 他没有得到遗产，在获取行医资格失败后转向关于医学和植物学的写作。 1794年，他与伊丽莎白·佛菲特结婚并搬到斯塔福德郡的沃尔索耳；在1800年搬回伦敦之前，他在那里建立了一个化验所。
他在沃平创立了一份药剂师的业务，却没能维持几年。之后，他似乎依靠写作和演讲来维持生计。

## 医学著作
格雷撰写了《药典补编》（Supplement to the Pharmacopoeia），于1818年同若干后续版本一起出版。1819年，他成为他在上面发表了许多关于医学、植物学和其他主题的论文的《伦敦医学档案》（London Medical Repository）的合编者之一。他出版了两部实用的参考书：1823年的《药剂学基础》（The Elements of Pharmacy）和1828年的《药剂师》（The Operative Chemist）
- A Supplement to the Pharmacopoeia : being a Treatise on Pharmacology in general . Underwood, London A new and improved Ed. 1821 Digital edition by the University and State Library Dusseldorf
- A Supplement to the Pharmacopoeia : being a Treatise on Pharmacology in general .Underwood, London 3rd Ed. 1824 Digital edition by the University and State Library Dusseldorf
- A Supplement to the Pharmacopoeia, and Treatise on Pharmacology in general . Underwood, London 5th Ed. 1831 Digital edition by the University and State Library Dusseldorf

## 英国植物的自然分布
如今人们感兴趣的是格雷的主要作品《英国植物的自然分布》，1821年出版两卷。 作者的身份有争议，他的儿子约翰·爱德华·格雷后来声称做了大部分工作，但他的孙子不支持这种说法。这本书是革新的，是英国第一个采用林奈人工分类系统的改进—安托万·劳伦特·德朱塞乌的植物自然分类系统的植物群落，也许，正因如此，当时保守的植物学家们对它的评价很差。《英国植物的自然分布》还包括大量有关之后被归类为隐花植物的真菌的部分，引入了许多新属，包括目前仍在使用的耳匙菌属，
钹孔菌属, 疣柄牛肝菌属与齿耳菌属。
尽管它在今天被公认为具有重要的命名意义，但它在出版后却为“它的个性、反林奈性、非正统的命名法、狭隘的通用概念和当代对假定作者理查德·安东尼·索尔兹伯里的敌意”而被英国植物学家们所忽视。

## 註腳
1. ↑  Oxford Dictionary of National Biography http://www.oxforddnb.com/public/index.html?url=%2Findex.jsp （页面存档备份，存于）
2. ↑  . International Plant Names Index.